# فرانسیسکو ماسیان
فرانسیسکو ماسیان (اسپانیایی: Francisco Macián‎؛ ۱ نوامبر ۱۹۲۹ – ۲۴ اکتبر ۱۹۷۶) پویانما، کارگردان فیلم، و فیلم‌نامه‌نویس اهل اسپانیا بود.
او در سال ۱۹۶۹ میلادی یک تکنیک انیمیشن‌سازی ابداع نمود که آنرا «ام-تکنوفانتزی» نام نهاد که شبیه به روتوسکپی است.
از فیلم‌ها یا مجموعه‌های تلویزیونی که وی در آن‌ها نقش داشته‌است می‌توان به جادوگر رؤیاها اشاره نمود.